# Amphimonhystera galea
Amphimonhystera galea is een rondwormensoort uit de familie van de Xyalidae. De wetenschappelijke naam van de soort is voor het eerst geldig gepubliceerd in 1984 door Fadeeva.